# فرودگاه شهری چان گرنی
فرودگاه شهری چان گرنی (به انگلیسی: Chan Gurney Municipal Airport) یک فرودگاه با کد یاتا YKN است که یک باند فرود آسفالت دارد و طول باند آن ۱۰۳۰ متر است. این فرودگاه در کشور ایالات متحده آمریکا قرار دارد .